# Wilhelm Schelter (Politiker, 1924)
Wilhelm „Willy“ Schelter (* 14. Dezember 1924 in Bremen; † 4. Mai 1987 in Bremen) war ein deutscher Politiker aus Bremen (SPD) und Mitglied der Bremischen Bürgerschaft.

## Biografie

### Ausbildung und Beruf
Schelter war als Nachfolger von Arnold Thill (SPD) von 1960 bis 1979 Fraktionssekretär der SPD-Bürgerschaftsfraktion Bremen, ihm folgte Manfred Mayer-Schwinkendorf (SPD) in dieser Funktion.

### Politik
Schelter war Mitglied in der SPD in Bremen.  
Von 1959 bis 1975 war er 16 Jahre lang  Mitglied der Bremischen Bürgerschaft und in verschiedene Deputationen und Ausschüssen der Bürgerschaft tätig.
Schelter wurde 1969 auch genannt im Rahmen der Hollerland-Affaire um den SPD-Fraktionsvorsitzenden Richard Boljahn und den Grundstücksmakler Lohmann.